# اویا اونوستاسی
اویا اونوستاسی (انگلیسی: Oya Unustası؛ زادهٔ ۳۱ مارس ۱۹۸۸) بازیگر اهل ترکیه است. وی از سال ۲۰۱۱ میلادی تاکنون مشغول فعالیت بوده‌است.
از فیلم‌ها یا برنامه‌های تلویزیونی که وی در آن نقش داشته‌است می‌توان به هرجایی اشاره کرد.